# Îles Kolomeïtsev
Les îles Kolomeïtsev (en russe Острова Коломейцева) sont deux îles russes proches des îles Vostotchnye, sans en faire partie. Elle se trouvent dans la mer de Kara. 

## Géographie
Les îles Kolomeïtsev sont deux îles d'environ 1 km de longueur et d'une hauteur de 12 et 13 mètres. Elle se trouvent à environ 7,5 km au nord de l'île Nord et à environ 40 km de l'île Rousski.

## Histoire
Les îles ont pris le nom de Nikolaï Kolomeïtsev, premier commandant du navire Zaria durant l'expédition polaire menée par Eduard von Toll pour le compte de l’Académie des sciences de Russie.

## Protection
Comme le reste de l’archipel, elles font partie de la réserve naturelle du Grand Arctique depuis 1993.

## Sources